# Phymaspermum woodii
Phymaspermum woodii es una especie de planta floral del género Phymaspermum, tribu Anthemideae, familia Asteraceae. Fue descrita científicamente por (Thell.) Källersjö.
Se distribuye por la provincia de KwaZulu-Natal y provincias del Norte.